# Conus ceruttii
Espèce
Statut de conservation UICN

 LC  : Préoccupation mineure
Conus ceruttii est une espèce de mollusques gastéropodes marins de la famille des Conidae.
Comme toutes les espèces du genre Conus, ces escargots sont prédateurs et venimeux. Ils sont capables de « piquer » les humains et doivent donc être manipulés avec précaution, voire pas du tout.

## Distribution
Cette espèce est présente dans la mer des Caraïbes au large du Nicaragua et du Honduras.

### Niveau de risque d’extinction de l’espèce
Selon l'analyse de l'UICN réalisée en 2011 pour la définition du niveau de risque d'extinction, cette espèce est limitée dans son aire de répartition, enregistrée le long du littoral hondurien et des îles des Caraïbes de Isla San Andres (Colombie) et Isla Grande de Maiz (Nicaragua). Il n'y a pas de menaces connues. Cette espèce est classée dans la catégorie "préoccupation mineure".

## Taxonomie

### Publication originale
L'espèce Conus ceruttii a été décrite pour la première fois en 1997 par le malacologiste américain William P. Cargile dans la publication intitulée « La Conchiglia »,.

### Synonymes
- Conus (Dauciconus) ceruttii Cargile, 1997 · appellation alternative
- Gradiconus ceruttii (Cargile, 1997) · non accepté
- Tuckericonus ceruttii (Cargile, 1997) · non accepté

## Identifiants taxonomiques
Chaque taxon catalogué par les bases de données biologiques et taxonomiques possède un identifiant qui permet d'établir un point de référence. Les identifiants de Conus ceruttii dans les principales bases sont les suivants :
CoL : 5ZXNS - GBIF : 6510644 - iNaturalist : 431902 - IRMNG : 11863222 - TAXREF : 141228 - UICN : 192809 - WoRMS : 426448